# Teorema de l'índex d'Atiyah-Singer
En geometria diferencial, el teorema de l'índex d'Atiyah–Singer, demostrat per Michael Atiyah i Isadore Singer (1963), afirma que per un operador diferencial el·líptic en una varietat compacta, l'índex analític (relacionat amb la dimensió de l'espai de solucions) és igual a l'índex topològic (definit en termes d'algunes dades topològiques). Inclou molts altres teoremes, com ara el teorema de Chern–Gauss–Bonnet i el teorema de Riemann–Roch, com a casos especials, i té aplicacions en la física teòrica.

## Història
El problema de l'índex dels operadors diferencials el·líptics va ser proposat per Izraïl Gelfand. Ell va notar la invariància homotòpica de l'índex, i es va preguntar si se'n podria derivar una fórmula usant els invariants topològics. Alguns dels exemples que ho motivaven eren el teorema de Riemann–Roch i la seva generalització en el teorema d'Hirzebruch–Riemann–Roch, així com el teorema de la signatura d'Hirzebruch. Friedrich Hirzebruch i Armand Borel van demostrar la integralitat del gènere Â d'una varietat spin, i Atiyah va suggerir que aquesta integralitat podia ser explicada si es tractés de l'índex de l'operador de Dirac (que va tornar a ser descobert per Atiyah i Singer l'any 1961).
El teorema d'Atiyah–Singer va ser enunciat l'any 1963. La demostració esbossada en aquest enunciat mai no va ser publicada per ells, tot i que apareix en el llibre de Palais. També apareix en el "Séminaire Cartan-Schwartz 1963/64" que es va celebrar a París simultàniament al seminari dirigit per Richard Palais a la Universitat de Princeton. L'última xerrada a París va ser feta per Atiyah sobre varietats amb frontera. La seva primera demostració publicada va substituir la teoria del cobordisme de la primera demostració per la K-teoria, que van utilitzar en demostracions de diverses generalitzacions en una sèrie d'articles posteriors.
- 1965: Serguei Nóvikov va publicar els seus resultats sobre invariància topològica de les classes de Pontryagin racionals en varietats diferenciables.[10]
- Els resultats de Robion Kirby i Laurent C. Siebenmann,[11] combinats amb l'article de René Thom[12] van demostrar l'existència de classes de Pontryagin racionals en varietats topològiques. Les classes de Pontryagin racionals són ingredients essencials del teorema de l'índex en varietats diferenciables i topològiques.
- 1969: Michael Atiyah va definir els operadors el·líptics abstractes en espais mètrics arbitraris. Els operadors el·líptics abstractes es van convertir en protagonistes en la teoria de Kaspàrov i en la geometria diferencial no commutativa de Connes.[13]
- 1971: Isadore Singer va proposar un programa proposes a integral per a futures extensions del teorema de l'índex.[14]
- 1972: Gennadi G. Kaspàrov va publicar el seu treball en la realització de la K-homologia a partir d'operadors el·líptics abstractes.[15]
- 1973: Atiyah, Raoul Bott i Vijay Patodi van donar una nova demostració del teorema de l'índex[16] utilitzant l'equació de la calor, descrita en un article de Melrose.[17]
- 1977: Dennis Sullivan va establir el seu teorema sobre l'existència i la unicitat d'estructures Lipschitz quasiconformes en varietats topològiques de dimensió diferent a 4.[18]
- 1983: Ezra Getzler[19], motivat per les idees d'Edward Witten[20] i Luis Alvarez-Gaume, va aportar una breu demostració del teorema de l'índex local per a operadors que són localment operadors de Dirac; això inclou molts dels casos útils.
- 1983: Nicolae Teleman va demostrar que els índexos analítics dels operadors de signatura amb valors en fibrats vectorials són invariants topològics.[21]
- 1984: Teleman va establir el teorema de l'índex en varietats topològiques.[22]
- 1986: Alain Connes va publicar el seu article fonamental sobre geometria no commutativa.[23]
- 1989: Simon K. Donaldson i Sullivan van estudiar la teoria de Yang–Mills en varietats quasiconformals de dimensió 4. Van introduir l'operador de signatura S definit en formes diferencials de grau dos.[24]
- 1990: Connes i Henri Moscovici van demostrar la fórmula de l'índex local en el context de la geometria no commutativa.[25]
- 1994: Connes, Sullivan i Teleman van demostrar el teorema de l'índex per a operadors de signatura en varietats quasiconformals.[26]

## Notació
- X és una varietat diferenciable compacta (sense frontera).
- E i F són fibrats vectorials diferenciables en X.
- D és un operador diferencial el·líptic de E a F. Així, en coordenades locals, actua com a operador diferencial, prenent seccions diferenciables de E a seccions diferenciables de F.

## Símbol d'un operador diferencial
Sigui D un operador diferencial en un espai euclidià d'ordre n en k variables {\displaystyle x_{1},\dots ,x_{k}}, llavors el seu símbol és la funció de 2k variables
{\displaystyle x_{1},\dots ,x_{k},y_{1},\dots ,y_{k}}, que s'obté en eliminar tots els termes d'ordre inferior a n i substituint {\displaystyle \partial /\partial x_{i}} per {\displaystyle y_{i}}. Així doncs, el símbol és homogeni en les variables y, de grau n. El símbol està ben definit fins i tot en el cas que {\displaystyle \partial /\partial x_{i}} no commuti amb {\displaystyle x_{i}} ja que romanen únicament els termés d'ordre més alt i els operadors diferencials commuten "fins als termes d'ordre baix". S'anomena el·líptic a l'operador si el seu símbol és diferent a zero sempre i quan almenys una y sigui zero.
Exemple: l'operador laplacià en k variables té símbol {\displaystyle y_{1}^{2}+\cdots +y_{k}^{2}}, i és per tant el·líptic ja que és diferent a zero quan qualsevol de les {\displaystyle y_{i}}'s són diferents a zero. L'operador d'ona té símbol {\displaystyle -y_{1}^{2}+\cdots +y_{k}^{2}}, que no és el·líptic si {\displaystyle k\geq 2}, ja que el símbol pot ser zero per uns certs valors de les ys.
El símbol d'un operador diferencial d'ordre n en una varietat diferenciable X és definit de manera similar usant sistemes de coordenades locals, i és una funció del fibrat cotangent de X, homogeni de grau n en cada espai cotangent. (En general, els operadors diferencials es transformen de forma més aviat complicada quan s'apliquen transformacions de coordenades (vegeu feix de jets); tanmateix, els termes d'ordre més alt es transformen com tensors de tal forma que s'obtenen funcions homogènies ben definides en els espais cotangennts que són independents de l'elecció de les coordenades locals.) Més generalment, el símbol d'un operador diferencial entre dos fibrats vectorials E i F és una secció del pullback del fibrat Hom(E, F) a l'espai cotangent de X. L'operador diferencial és anomenat el·líptic si l'element de Hom(Ex, Fx) és invertible per qualssevol vectors cotangents no zero en qualsevol punt x de X.
Una propietat clau dels operadors el·líptics és que són gairebé invertibles; fet que està molt relacionat amb el fet que els seus símbols són gairebé invertibles. Més precisament, un operador el·líptic D en una varietat compacta té un pseudo-inversa (no única) D′ tal que DD′−1 i D′D−1 són tots dos operadors compactes. Una conseqüència important d'això és que el nucli de D té dimensió finita, ja que tots els espais propis d'operadors compactes, sense comptar el nucli, són de dimensió finita. (La pseudo-inversa d'un operador diferencial el·líptic no és gairebé mai un operador diferencial. No obstant això, és un operador pseudo-diferencial el·líptic.)

## Índex analític
Com que l'operador diferencial el·líptic D té pseudo-inversa, es tracta d'un operador de Fredholm. Qualsevol operador de Fredholm té un índex, definit com la diferència entre la dimensió (finita) del nucli de D (solucions de Df = 0), i la dimensió (finita) del conucli de D (les restriccions del costat dret d'una equació no homogènia com ara Df = g, o equivalentment el nucli de l'operador adjunt). En altres paraules,
Index(D) = dim Ker(D) − dim Coker(D) = dim Ker(D) − dim Ker(D* ).
Aquest valor rep sovint el nom d'índex analític de D.
Exemple: Suposis's que la varietat és el cercle (Que es pot pensar com R/Z), i que D és l'operador d/dx − λ per una certa constant complexa λ. (Es tracta de l'exemple més simple d'un operador el·líptic.) Llavors el nucli és l'espai de múltiples de exp(λx) si λ és un múltiple integral de 2πi i 0 altrament, i el nucli de l'adjunt és un espai similar en què λ és substituïda pel seu complex conjugat. Llavors D té índex 0. Aquest exemple mostra que el nucli i el conucli d'operadors el·líptics pot saltar de forma discontínua a mesura que l'operador el·líptic canvia, així doncs, no existeix cap fórmula amb què obtenir la seva dimensió a partir de dades topològiques contínues. Tanmateix, els salts en la dimensió del nucli i del conucli són iguals, així doncs l'índex, que prové de la diferència entre les seves dimensions, sí que canvia de forma contínua, i pot ser obtingut en termes de dades topològiques a partir del teorema de l'índex.

## Índex topològic
L'índex topològic d'un operador diferencial el·líptic {\displaystyle D} entre els fibrats vectorials diferenciables {\displaystyle E} i {\displaystyle F} en una varietat compacta {\displaystyle n}-dimensional {\displaystyle X} ve donat per l'expressió
{\displaystyle \operatorname {ch} (D)\operatorname {Td} (X)[X]=\int _{X}\operatorname {ch} (D)\operatorname {Td} (X)}
en altres paraules, és el valor del component dimensionalment superior de la classe cohomològica {\displaystyle \operatorname {ch} (D)\operatorname {Td} (X)} en la classe homòloga fonamental de la varietat {\displaystyle X}.
Aquí,
- {\displaystyle \operatorname {Td} (X)} és la classe de Todd del fibrat tangentn complexificat de {\displaystyle X}.
- {\displaystyle \operatorname {ch} (D)} és igual a {\displaystyle \varphi ^{-1}(\operatorname {ch} (d(p^{*}E,p^{*}F,\sigma (D))))}, on
  - {\displaystyle \varphi :H^{k}(X;\mathbb {Q} )\to H^{n+k}(B(X)/S(X);\mathbb {Q} )} és l'isomorfisme de Thom per al fibrat esfèric {\displaystyle p:B(X)/S(X)\to X}
  - {\displaystyle \operatorname {ch} :K(X)\otimes \mathbb {Q} \to H^{*}(X;\mathbb {Q} )} és el caràcter de Chern
  - {\displaystyle d(p^{*}E,p^{*}F,\sigma (D))} és l'"element de diferència" en {\displaystyle K(B(X)/S(X))} associat als fibrats vectorials {\displaystyle p^{*}E} i {\displaystyle p^{*}F} en {\displaystyle B(X)} i un isomorfisme {\displaystyle \sigma (D)} entre ells i el subespai {\displaystyle S(X)}.
  - {\displaystyle \sigma (D)} és el símbol de {\displaystyle D}

També es pot definir l'índex topològic usant únicament K-teoria (i aquesta definició alternativa és compatible en un cert sentit amb la construcció a partir del caràcter de Chern de més amunt). Sigui X és una subvarietat compacta d'una varietat Y llavors hi ha un pushforward de K(TX) a K(TY). L'índex topològic d'un element de K(TX) és definit com la imatge d'aquesta operació sent Y un cert espai euclidià, pel qual es pot identificar naturalment K(TY) com els enters Z (com a conseqüència de la periodicitat de Bott). Aquesta aplicació és independent de l'embedding de X en l'espai euclidià. Ara, un operador diferencial com el de més amunt defineix naturalment un element de K(TX), i la imatge en Z sota aquesta aplicació "és" l'índex topològic.
Com sovint, D és un operador diferencial el·líptic entre els fibrats vectorials E i F en una varietat compacta X.
El problema de l'índex és el següent: calculi's l'índex (analític) de D usant només el símbol s i les dades topològiques derivades de la varietat i del fibrat vectorial. El teorema de l'índex d'Atiyah–Singer soluciona aquest problema en afirmar:
L'índex analític de D és igual al seu índex topològic.
Malgrat la seva formidable definició, l'índex topològic és normalment força fàcil d'avaluar explícitament. Això fa que, immediatament, sigui fàcil d'avaluar l'índex analític. (El conucli i el nucli d'un operador el·líptic són, en general, extramadament difícils d'avaluar individualment; el teorema de l'índex mostra que com a mínim se'n pot determinar fàcilment la seva diferència). Es poden donar molts invariants importants d'una varietat (com ara la signatura) com l'índex d'uns certs operadors diferencials triats a conveniència, així doncs el teorema de l'índex permet avaluar aquests invariants en termes de dades topològiques.